# Sonda de Von Neumann
Uma Sonda de von Neumann seria uma espaçonave autorreplicante, projetada para investigar um alvo (ou região) determinado no universo e transmitir as informações obtidas de volta para seu sistema de origem. O nome faz referência ao físico húngaro-americano John von Neumann, que se dedicou aos estudos do conceito de máquinas capazes de se autorreplicar, as chamadas "máquinas de von Neumann". Ainda que von Neumann nunca tenha voltado sua atenção para a aplicação do conceito a espaçonaves, muitos teóricos o fizeram desde então.
Caso uma sonda auto-replicante encontre evidências de vida primitiva no universo, ela seria capaz de entrar em estado de dormência, adotando uma postura passiva de observação, buscando entrar em contato (como no caso da Sonda de Bracewell) ou até mesmo interferir na evolução da vida no planeta em questão. O físico Paul Davies, da Arizona State University, chegou a sugerir a possibilidade de que exista uma sonda repousando na Lua, que tenha chegado em um determinado momento da pré-história do planeta Terra e lá permaneceu monitorando a vida terrestre.
Uma variante da ideia de sonda interestelar de von Neumann é a denominada "Astrochicken", proposta por Freeman Dyson, que no caso não se ocuparia com a exploração interestelar, mas, sim, teria sua atuação restrita ao nosso sistema solar. O filósofo Nick Bostrom por sua vez, traz a questão de que no futuro possa de fato existir uma superinteligência poderosa o suficiente, capaz de criar sondas capazes de viajar pelo espaço e obter informações sobre sistemas estelares distantes.